# Eopenthes humeralis
Eopenthes humeralis är en skalbaggsart som först beskrevs av Karsch 1881.  Eopenthes humeralis ingår i släktet Eopenthes och familjen knäppare. Inga underarter finns listade i Catalogue of Life.